# Günther Lohre
Günther Lohre (Leonberg, 1953. május 12. – Leonberg, 2019. március 15.) német atléta, rúdugró, olimpikon.

## Pályafutása
1975 és 1984 között 9-9 szabadtéri és fedett pályás nyugatnémet bajnoki címet szerzett rúdugrásban. Az 1976-os montreáli olimpián a kilencedik helyen végzett.

## Sikerei, díjai
- Nyugatnémet bajnokság
  - szabadtéri
    - bajnok (9): 1975, 1976, 1977, 1978, 1979, 1980, 1982, 1983, 1984
    - 2.: 1981

  - fedett pályás
    - bajnok (9): 1975, 1976, 1977, 1978, 1979, 1980, 1981, 1982, 1983
    - 3. (2): 1974, 1984